# Rajnska konfederacija
Rajnska konfederacija (njem. Rheinbund, fr. Confédération du Rhin) ili Rajnski savez, službeno Konfederirane države Rajne, bila je konfederacija njemačkih država koje su bile klijentske države Francuskoga Carstva. Osnovana je po Napoleonovu nalogu nekoliko mjeseci nakon što je porazio Austriju i Rusiju u Bitki kod Austerlitza, a njezino stvaranje dovelo je do raspada Svetoga Rimskog Carstva ubrzo nakon toga. Konfederacija je trajala sedam godina, od 1806. do 1813., raspadajući se nakon Napoleonova poraza u Ratu Šeste koalicije.
Osnivači konfederacije bili su njemački knezovi Svetoga Rimskog Carstva. Kasnije im se pridružilo još 19 drugih, koji su zajedno vladali nad više od 15 milijuna ljudi. To je dalo značajnu stratešku prednost Francuskome Carstvu na njegovoj istočnoj granici, pružajući tampon zonu između Francuske i dviju najvećih njemačkih država – Pruske i Austrije – koje su također kontrolirale značajne nenjemačke zemlje.

## Osnutak
Potpisivanjem Sporazuma o Rajnskoj konfederaciji 12. srpnja 1806., 16 država u današnjoj Njemačkoj je službeno napustilo Sveto Rimsko Carstvo i pridružilo se Konfederaciji. Napoleon je bio „zaštitnik” Konfederacije. Nakon Napoleonova ultimatuma Franjo II. odrekao se carskoga naslova i proglasio raspuštanje Svetoga Rimskog Carstva. U godinama koje su slijedile još 23 njemačke države pridružile su se Konfederaciji. Habsburgovci su nastavili vladati ostatkom Carstva kao Austrija. Samo Austrija, Pruska, danski Holstein i švedska Pomeranija ostale su izvan Konfederacije, ne računajući desnu obalu Rajne te Erfurtsku kneževinu koje su pripojene Francuskome carstvu.
Sukladno sporazumu Konfederacijom se trebalo upravljati zajedničkim upravnim tijelima, ali pojedine države članice (pogotovo one veće) su željele neograničenu suverenost. Umjesto monarha na čelu Konfederacije, kao što je bio sveti rimski car, najveći položaj držao je Karl Theodor von Dalberg koji je nosio naslov prvoga kneza konfederacije, u svojoj dužnosti objedinjavao je predsjedništvo nad Kolegijem Kraljeva i predsjedništvo nad Skupštinom Konfederacije, koja nikad nije ni okupljena, premda je trebala biti svojevrsni parlament. Predsjedatelj nad Vijećem kneževa bio je knez od Nassau-Usingena.
Konfederacija je prije svega bila vojni savez, članice su opskrbljivali Francusku s brojnim vojnim osobljem. Zauzvrat, u zahvalu za suradnju pojedinim vladarima dan je veći status: Baden, Hesse, Cleves i Berg postali su velika vojvodstva, a Bavarska i Württemberg postale su kraljevstva. Države članice također su postajale veće pripajanjem mnogih malih kneževina. Nakon pruskoga poraza 1806. mnoge srednje i male države pridružile su se Rajnskoj konfederaciji. Na svom vrhuncu 1808. godine sastojala se je od: četiri kraljevstva, pet velikih vojvodstava, 13 vojvodstava, sedamnaest kneževina i od triju slobodnih gradova Hamburga, Lübecka i Bremena.
Nakon proglašenja trgovinskoga embarga nad Britanijom 1810. godine veliki dijelovi sjeverozapadne Njemačke uključeni su u Napoleonovo carstvo.
Rajnska je konfederacija kolabirala 1813. godine nakon propala Napoleonova pohoda na Rusiju. Mnoge članice promijenile su strane nakon bitke kod Leipziga, kada je postalo jasno da će Napoleon izgubiti rat protiv šeste koalicije.

## Nakon raspada
Saveznici protiv Napoleona razvrgli su Rajnsku konfederaciju 4. studenog 1813. Nakon propasti Konfederacije jedini pokušaj političke koordinacije u Njemačkoj sve do osnivanja 8. lipnja 1815. Njemačke konfederacije je bilo tijelo koje se zvalo Središnje upravno vijeće čiji je predsjednik bio Heinrich Friedrich Karl Reichsfreiherr vom und zum Stein. Vijeće je prestalo postojati 20. lipnja 1815.
Pariški sporazum od 30. svibnja 1814. proglasio je sve njemačke države neovisnima. Na Bečkom kongresu 1815. godine povučene su nove granice u Europi, ali u stvari većina preživjelih članica doživjela je samo manje granične promjene, te je to rezultiralo da se je Njemačka konfederacija sastojala od istih članica kao i Rajnska konfederacija s dodatkom dviju njemačkih sila Austrije i Pruske.